# Omuma
Omuma é uma área de governo local do estado de Rios, na Nigéria, com sede em Eberi. Tem 170 quilômetros quadrados e de acordo com o censo de 2016, havia 141 000 residentes.